# HD70749
HD70749 — хімічно пекулярна зоря спектрального класу
B8 й має видиму зоряну величину в смузі V приблизно  8,2.

## Пекулярний хімічний склад
Зоряна атмосфера HD70749 має підвищений вміст 
Si
.